# Aneilema longirrhizum
Aneilema longirrhizum är en himmelsblomsväxtart som beskrevs av Robert Bruce Faden. Aneilema longirrhizum ingår i släktet Aneilema och familjen himmelsblomsväxter. Inga underarter finns listade.